# Minas Tênis Clube 2020-2021 (pallavolo femminile)
Questa voce raccoglie le informazioni riguardanti il Minas Tênis Clube nella stagione 2020-2021.

## Stagione
Il Minas Tênis Clube utilizza la denominazione sponsorizzata Itambé Minas nella stagione 2020-21.
Partecipa alla Superliga Série A chiudendo al primo posto la regular season e poi laureandosi campione del Brasile, dopo aver sconfitto in finale il Praia Clube.
Si aggiudica anche la Coppa del Brasile incontrando anche in questo caso il club di Uberlândia nell'atto finale, sconfiggendolo in cinque set.
In ambito statale i due club si incontrano anche nella finale del Campionato Mineiro, nella quale è sempre il Minas a trionfare.

## Organigramma societario
Area direttiva
- Presidente: Ricardo Vieira Santiago

Area tecnica
- Allenatore: Nicola Negro
- Assistente allenatore: Kléber Paiva
- Scoutman: Rodrigo Fuentealba
- Preparatore atletico: Alexandre Marinho

Area sanitaria
- Fisioterapista: Rogério Guedes

## Rosa
| N° | Nome              | Ruolo | Data di nascita  | Nazionalità sportiva |
| -- | ----------------- | ----- | ---------------- | -------------------- |
| 1  | Lara Filomeno     | C     | 11 febbraio 1989 | Brasile              |
| 2  | Caroline Gattaz   | C     | 27 giugno 1981   | Brasile              |
| 3  | Mácris Carneiro   | P     | 3 marzo 1989     | Brasile              |
| 5  | Priscila Daroit   | S     | 10 agosto 1988   | Brasile              |
| 6  | Thaísa de Menezes | C     | 15 maggio 1987   | Brasile              |
| 7  | Luanna Emiliano   | L     | 26 febbraio 2002 | Brasile              |
| 8  | Júlia Kudiess     | C     | 2 gennaio 2003   | Brasile              |
| 10 | Priscila Heldes   | P     | 27 marzo 1992    | Brasile              |
| 11 | Megan Hodge       | C     | 15 ottobre 1988  | Stati Uniti          |
| 12 | Camila Mesquita   | O     | 27 febbraio 2000 | Brasile              |
| 14 | Luiza Vicente     | C     | 22 giugno 2004   | Brasile              |
| 17 | Kasiely Clemente  | S     | 6 dicembre 1993  | Brasile              |
| 19 | Léia da Silva     | L     | 1º marzo 1985    | Brasile              |
| 20 | Danielle Cuttino  | O     | 22 giugno 1996   | Stati Uniti          |

## Statistiche

### Statistiche di squadra
| Competizione      | Punti | In casa | In casa | In casa | In trasferta | In trasferta | In trasferta | Totale | Totale | Totale |
| Competizione      | Punti | G       | V       | P       | G            | V            | P            | G      | V      | P      |
| ----------------- | ----- | ------- | ------- | ------- | ------------ | ------------ | ------------ | ------ | ------ | ------ |
| Superliga Série A | 63    | 12      | 11      | 1       | 12           | 12           | 0            | 29     | 27     | 2      |
| Coppa del Brasile | -     | 1       | 1       | 0       | 0            | 0            | 0            | 3      | 3      | 0      |
| Totale            | -     | 13      | 12      | 1       | 12           | 12           | 0            | 32     | 30     | 2      |

### Statistiche dei giocatori
| Giocatrice    | Superliga Série A | Superliga Série A | Superliga Série A | Superliga Série A | Superliga Série A |
| Giocatrice    | P                 | PT                | AV                | MV                | BV                |
| ------------- | ----------------- | ----------------- | ----------------- | ----------------- | ----------------- |
| M. Carneiro   | 29                | 41                | 15                | 12                | 14                |
| K. Clemente   | 26                | 81                | 59                | 13                | 9                 |
| D. Cuttino    | 26                | 310               | 262               | 38                | 10                |
| P. Daroit     | 29                | 320               | 259               | 33                | 29                |
| L. da Silva   | 28                | 0                 | 0                 | 0                 | 0                 |
| T. de Menezes | 28                | 382               | 243               | 111               | 28                |
| L. Emiliano   | 8                 | 1                 | 0                 | 0                 | 1                 |
| L. Filomeno   | 12                | 24                | 14                | 8                 | 2                 |
| C. Gattaz     | 26                | 240               | 190               | 46                | 4                 |
| P. Heldes     | 24                | 12                | 1                 | 2                 | 9                 |
| M. Hodge      | 22                | 285               | 255               | 25                | 5                 |
| J. Kudiess    | 5                 | 31                | 18                | 12                | 1                 |
| C. Mesquita   | 26                | 79                | 69                | 10                | 0                 |
| L. Vicente    | 4                 | 4                 | 4                 | 0                 | 0                 |

P = presenze; PT = punti totali; AV = attacchi vincenti; MV = muri vincenti; BV = battute vincenti

NB: Non sono disponibili i dati relativi alla Coppa del Brasile e, di conseguenza, quelli totali.